# Craponne-sur-Arzon
Craponne-sur-Arzon é uma comuna francesa na região administrativa de Auvérnia-Ródano-Alpes, no departamento de Alto Loire. Estende-se por uma área de 33,42 km². Em 2010 a comuna tinha 2 007 habitantes (densidade: 60,1 hab./km²).